# 顺旋/对旋
順旋或對旋在电环化反应中指，分子两端形成新的键时，其上轨道的旋转方向。基於該旋轉的方向：兩個軌道轉動的方向相同（同時順時針或逆時針旋轉）为順旋；兩個軌道轉動的方向相反（一个順時針而另一个逆時針旋轉）为對旋，最終產物空间构型也会受到順旋和對旋影响。
只需要两点就能判断反应会发生顺旋还是对旋：
1. 分子中的π系統的電子数
2. 該反應是否由熱或光引起。

這組規則可以通过对MO的分析得出，可用于分析电化学反应的立体化学。
| 系統          | 熱   | 光化學 |
| ------------- | ---- | ------ |
| "4n" 個電子   | 順旋 | 對旋   |
| "4n+2" 個電子 | 對旋 | 順旋   |

## 光化學反應的例子
光化學電環化反應的分析涉及的HOMO，LUMO和相關性的圖表。當一電子被提升到LUMO後,使得前緣分子軌域參與的這個反應發生改變。

## 熱反應的例子
假設以反,順,反-2,4,6-辛三烯加熱轉變成二甲基環己二烯的反應为例，由於基板辛三烯是一個4n+2分子，根据伍德沃德-霍夫曼规则預測，該反應按照對旋的机理进行。
由於熱電環化反應發生在HOMO中，首先要画出適當的分子軌道。接著，新的碳-碳鍵是通過2個的p軌道对旋90度（圖）而形成。为了形成新的鍵，需要進行较大面积的重疊，所以該軌道必須以一定的方式進行旋轉，而對旋將实现兩個黑色瓣的重疊，形成一個新鍵，解释了辛三烯反應的發生是通過對旋形成的機制。
相反，如果发生順旋便會造成一白色瓣与一黑色瓣重疊，這將會破壞新碳 - 碳鍵的形成。
此外，該產物的順式或反式的构型可以被確定。當p軌道都向內轉動，顺带着兩個甲基向上旋轉，則產物為順式。